# Dorfkirche Jeßnigk

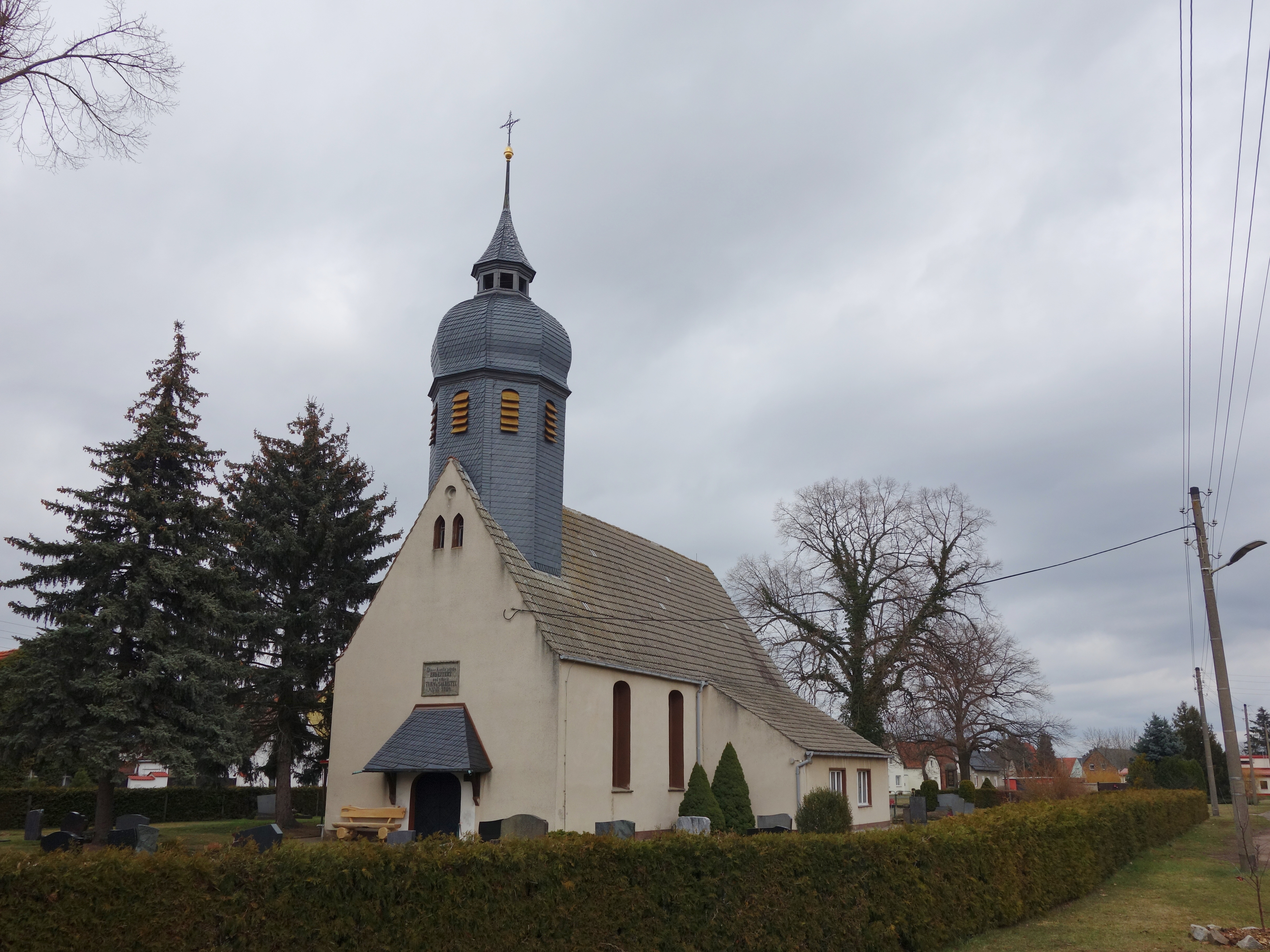
Dorfkirche Jeßnigk, Südwestansicht

Die Dorfkirche Jeßnigk ist ein Kirchengebäude im Ortsteil Jeßnigk der Stadt Schönewalde im Landkreis Elbe-Elster des deutschen Bundeslandes Brandenburg. Sie steht in der Mitte des Dorfangers.

## Architektur

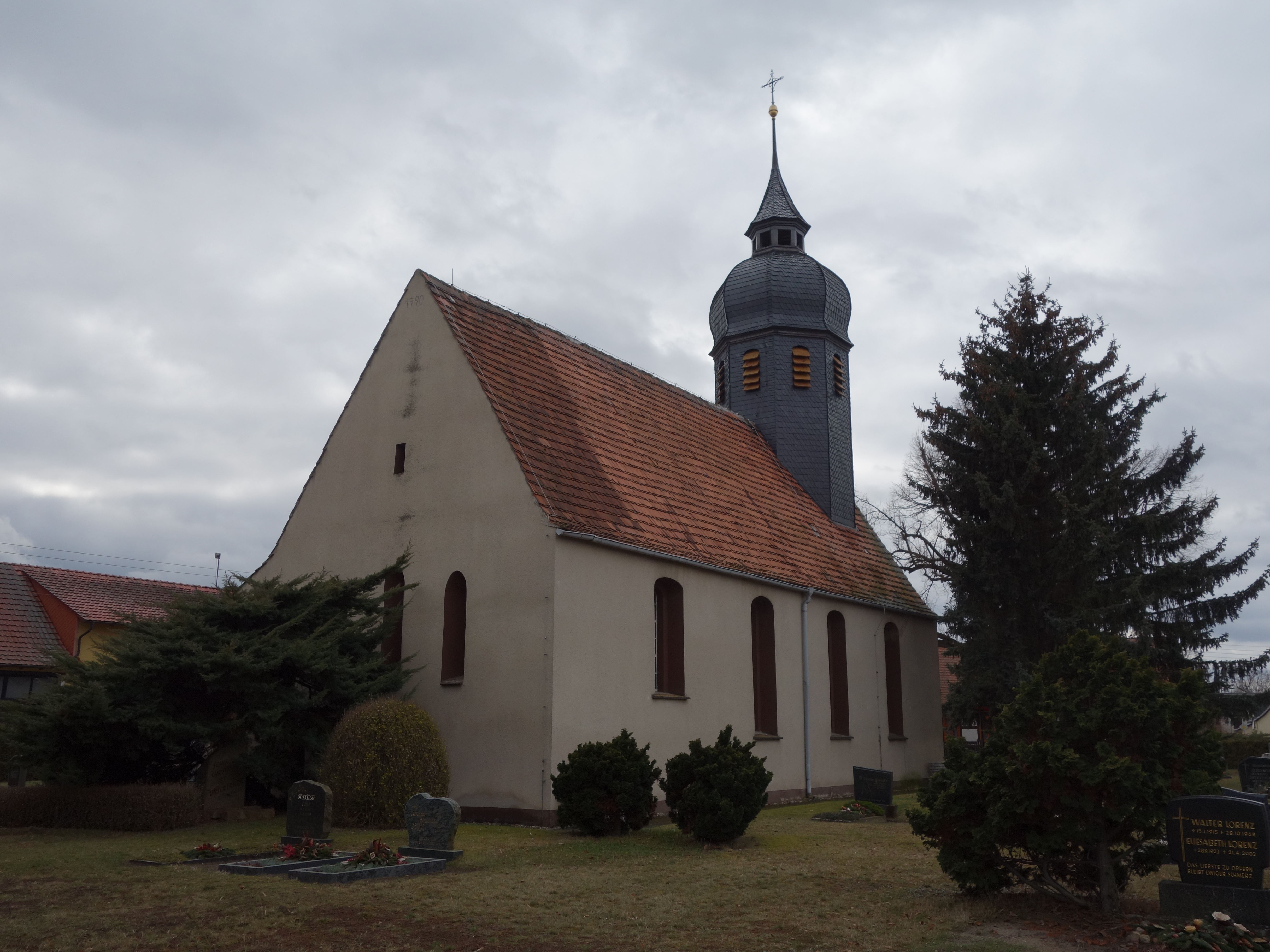
Ostseite mit Lanzettfenstern

Die Kirche ist ein um 1300 errichteter Feldsteinbau mit Satteldach. Der nicht eingezogene Rechteckchor weist in der Ostwand drei spitzbogige Lanzettfenster auf. Sie sind das wenig sichtbar Verbliebene des Ursprungsbaus. Die Fenster der Süd- und der Nordseite stammen aus dem 18. Jahrhundert. 1891 wurde der freistehende Glockenturm aus Fachwerk abgebrochen. Zur Errichtung des geplanten massiven Turms kam es nicht. Stattdessen wurde 1904 ein vom Zimmermeister H. Taut aus Herzberg entworfener neubarocker Dachturm mit Welscher Haube aufgesetzt und die Westwand in Ziegelmauerwerk erneuert. Im Süden wurde ein Sakristeianbau zugefügt, der heute als Gemeinderaum dient. Durch den Dachturm und den vollständigen Verputz hat sich der mittelalterliche Charakter in eine süddeutsche Barockanmutung verwandelt.

## Innengestaltung

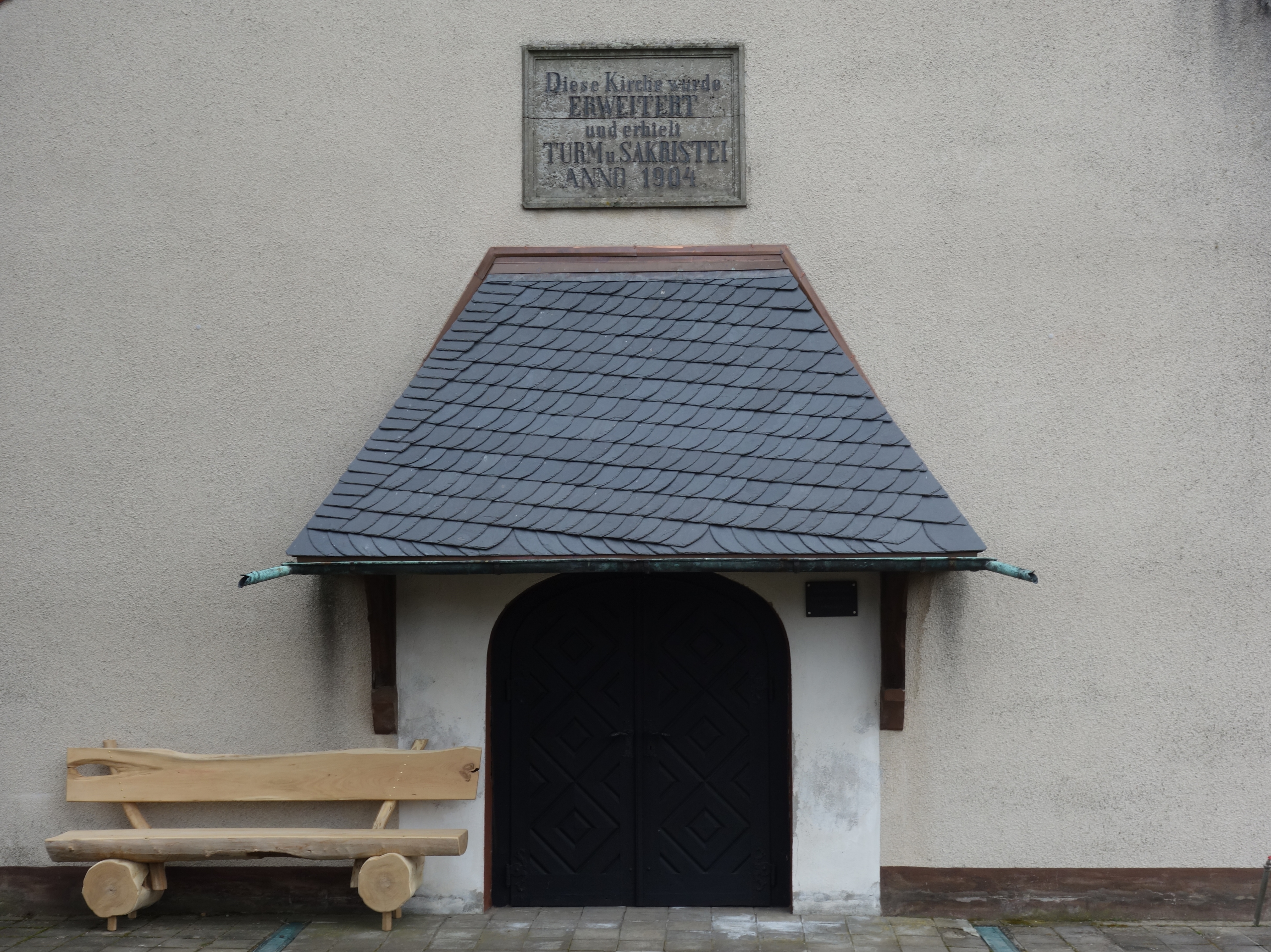
Westportal

1904 wurde auch der Innenraum umgebaut. Die Kirche wurde mit flacher Balkendecke, Ziegelfußboden und Hufeisenempore versehen. Deren Stützen wurden mit gemalten Blumenkartuschen verziert. Der Kanzelaltar stammt ebenfalls von 1904. Grundlage waren neubarocke Entwürfe des königlichen Kreisbauinspektors Avester aus Wittenberg. Die Orgel aus dem Jahr 1905 mit neun Registern auf einem Manual und Pedal stammt von Wilhelm Rühlmann aus Zörbig und hat die Werknummer 266.
Im Turm befinden sich zwei Bronzeglocken. Die eine stammt aus der Gründungszeit um 1300. Die andere wurde 1532 von Gregorius Vorwart in Jeßnigk gegossen.

## Kirchengemeinde
Die Kirchengemeinde Jeßnigk gehört zum Pfarrbereich Schönewalde im Kirchenkreis Bad Liebenwerda der Evangelischen Kirche in Mitteldeutschland.